# Jenna
Jenna ist ein weiblicher Vorname. Jenna ist eine Kurzform von Jennifer.

## Bekannte Namensträgerinnen
- Jenna Boyd (* 1993), US-amerikanische Schauspielerin
- Jenna Bush (* 1981), US-amerikanische Präsidententochter
- Jenna-Louise Coleman (* 1986), britische Schauspielerin
- Jenna Dewan (* 1980), US-amerikanische Tänzerin und Schauspielerin
- Jenna Dohanetz (* 1984), deutsche Popsängerin
- Jenna Elfman (* 1971), US-amerikanische Schauspielerin
- Jenna Fischer (* 1974), US-amerikanische Schauspielerin und Regisseurin
- Jenna Haze (* 1982), US-amerikanische Pornodarstellerin
- Jenna Jameson (* 1974), US-amerikanische Pornodarstellerin
- Jenna Leigh Green (* 1974), US-amerikanische Schauspielerin
- Jenna Mohr (* 1987), deutsche Skispringerin
- Jenna Ortega (* 2002), US-amerikanische Schauspielerin
- Jenna Schroeder (* 1985), US-amerikanische Basketballschiedsrichterin
- Jenna von Oÿ (* 1977), US-amerikanische Filmschauspielerin
- Jenna Presley (* 1987), US-amerikanische Pornodarstellerin
- Jenna Rosenthal (* 1996), US-amerikanische Volleyballspielerin
- Jenna Ushkowitz (* 1986), amerikanische Schauspielerin, Sängerin und Produzentin
- Jenna Reneau (* 1991), US-amerikanische Basketballschiedsrichterin